# Shōkadō Shōjō
Shōkadō Shōjō (松花堂昭乗, 1584-1639) est un prêtre bouddhiste, peintre, calligraphe et maître de la cérémonie de thé japonais de l'époque d'Edo. Il est un des « trois pinceaux de l'ère Kan'ei » (寛永三筆, Kan'ei Sanpitsu).

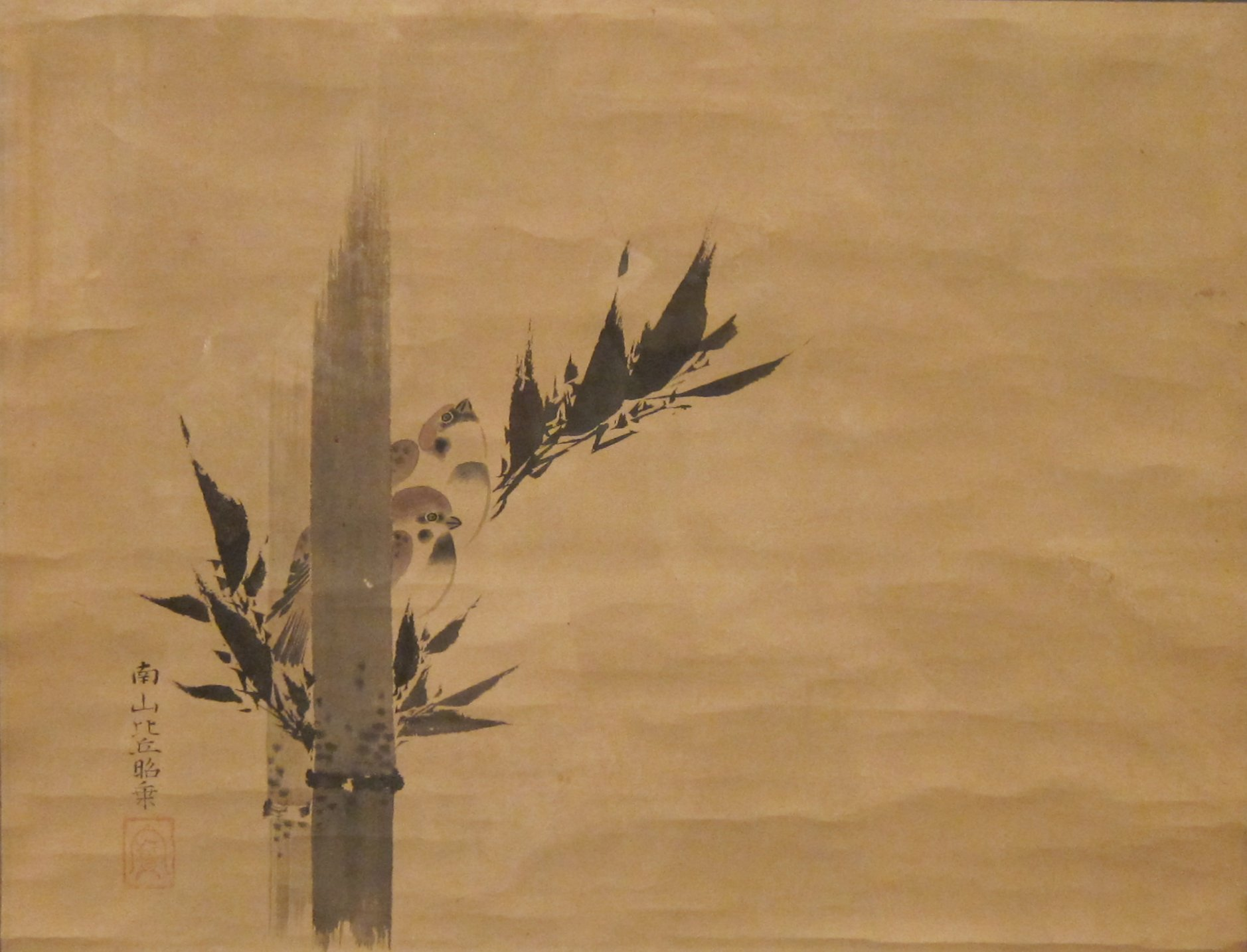

Il reçoit le nom bouddhiste « Shōjō » quand il entre, jeune, au sanctuaire shinto de Iwashimizu Hachiman-gū à Otoko-yama (Yawata) près de Kyoto. Il sert plus tard la famille Konoe dirigée par Konoe Nobutada. Il fait connaissance à cette époque des moines zen du Daitoku-ji. En 1627, il est à la tête du petit temple Takimoto-bō voisin; dix ans plus tard, il se retire dans une cabane sur les terres du temple, cabane qu'il appelle « Salle du pin fleuri » (松花堂, Shōkadō). Cela devient le non par lequel il est à présent le plus connu.

## Source
- 77 Dances. Japanese Calligraphy by Poets, Monks, and Scholars, 1568-1868, Boston & London, Weatherhill, 2006, 259 p. (ISBN 978-0-8348-0571-2)